# 가시나무
가시나무는 상록활엽교목으로 참나무과에 속하며 겨울에 늘푸른 큰키나무이다. 가서목(歌舒木)이라고 불리기도 한다.

## 특징
한국의 전남, 경남의 해안 도서지방, 진도와 제주도에 자생한다. 다 자라면 높이가 20미터, 지름은 1미터 정도이다. 잎은 긴 타원형으로 끝이 뾰족하고 위쪽 가장자리에만 뾰족한 톱니가 있다. 개화기는 4월에서 5월이다. 꽃은 4월에 피는데, 수꽃이삭은 전해에 난 가지에서 밑으로 처져 달리고, 그보다 짧은 암꽃이삭은 새로 생긴 가지에 곧게 서서 달린다. 열매인 도토리는 10월에 익는다. 열매는 견과로, 가시라고 하며 뚜껑처럼 생긴 각두(깍정이)가 열매를 1/3~1/2 정도 감싸고 있다. 각두에 줄이 6~9개 있다. 바닷가에 방풍림으로 심거나 관상수로 재배하며, 열매를 먹는다.

## 종류
도토리가 달리는 나무로 상록성은 가시나무, 개가시나무, 종가시나무, 참가시나무, 붉가시나무가 있다. 낙엽성은 갈참나무, 굴참나무, 졸참나무, 신갈나무, 떡갈나무, 상수리나무가 있다.

## 유래
가시나무는 그 이름 때문에 나무에 가시가 많이 있을 것으로 생각하기 쉬우나 그렇지 않다. 가시나무라는 이름은 '가서목(歌舒木)→가서나무→가시나무'로 변화된 것이다. 가서목에서 가는 언니(형) 가(哥)이며 서는 떨 서(舒)이고 목은 나무 목(木)으로, 잎이 바람에 흔들리는 것이 떠는 것같이 보인 데서 유래된 것으로 추정된다.

## 사진

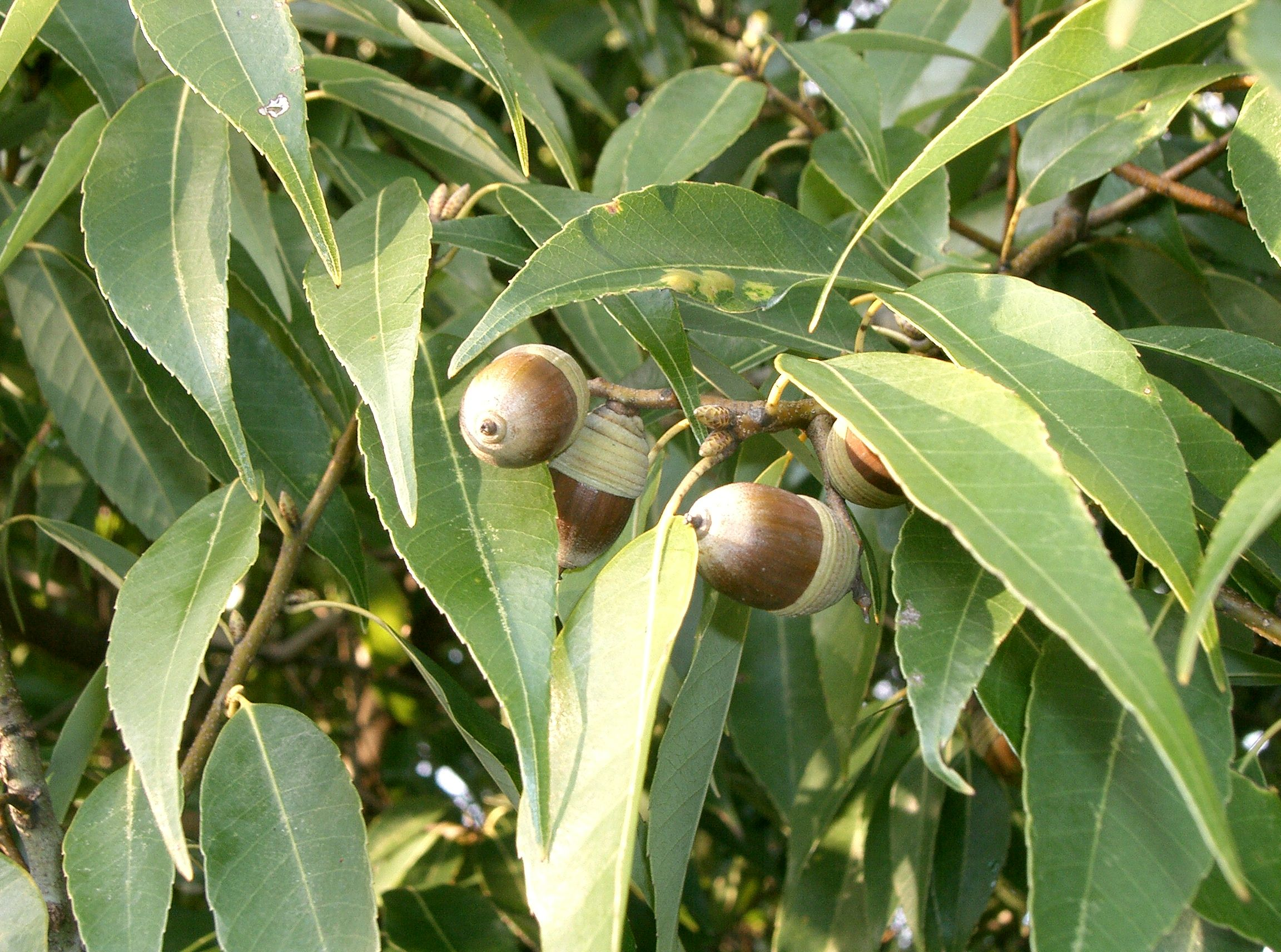
가시와 잎
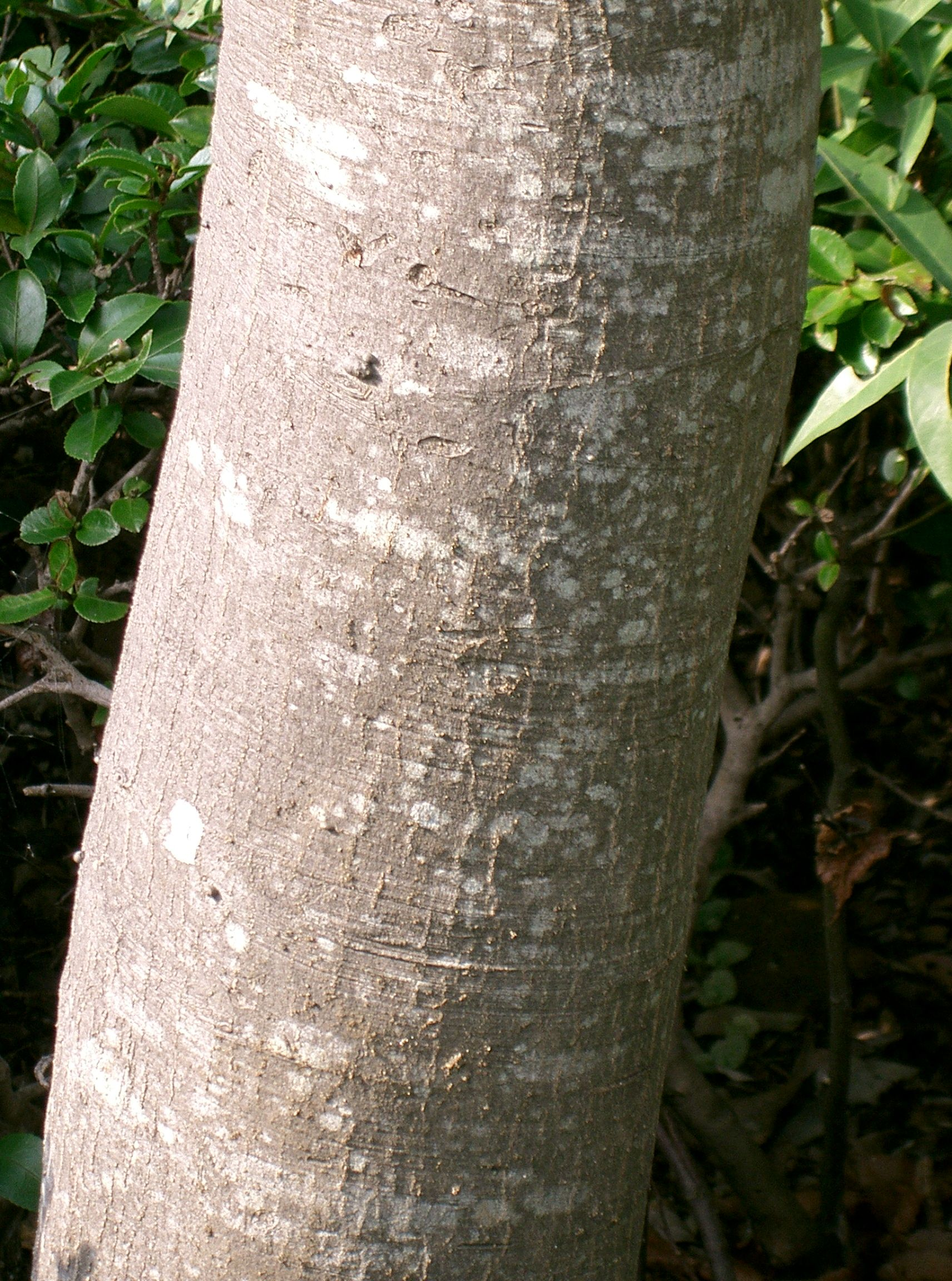
줄기
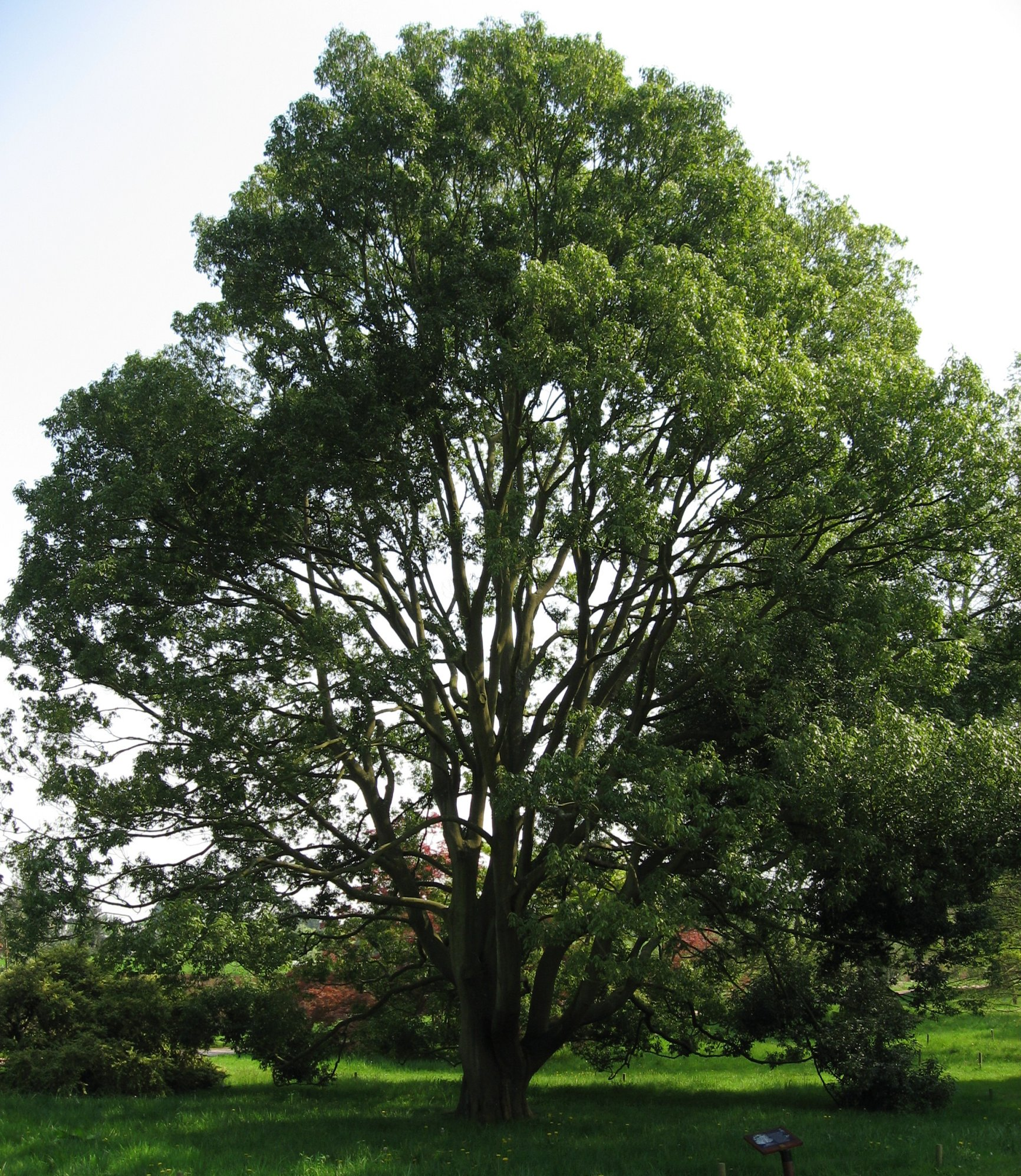
프랑스 Vallée-aux-Loups 식물원에 사는 가시나무
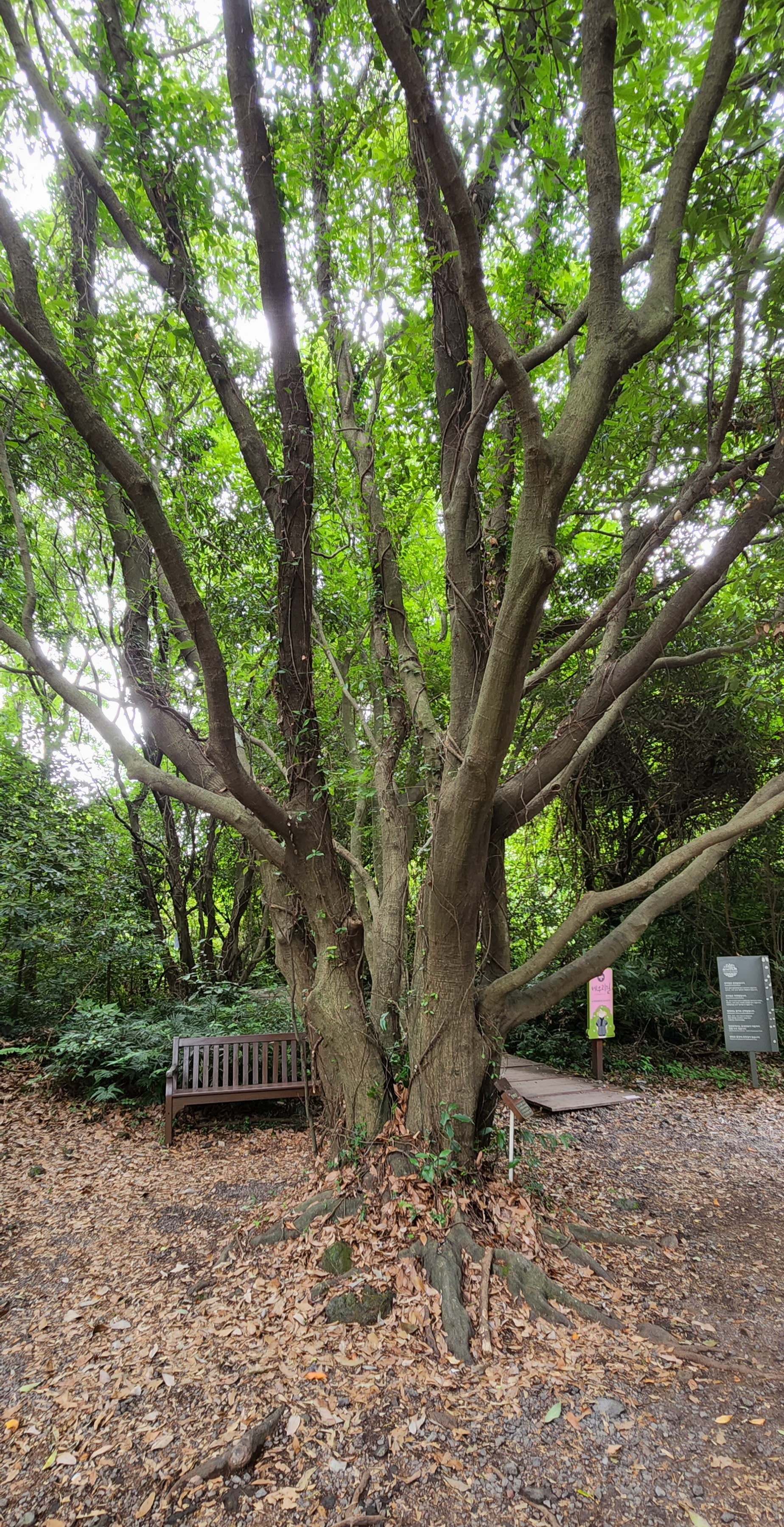
가시나무의 한 종인 종가시나무의 모습

## 참고 자료
- 이 문서에는 다음커뮤니케이션(현 카카오)에서 GFDL 또는 CC-SA 라이선스로 배포한 글로벌 세계대백과사전의 내용을 기초로 작성된 글이 포함되어 있습니다.
- 틀:궁금할 때 바로 찾는 우리 나무 도감 250